# Giudizio immediato
Il giudizio immediato è un procedimento penale speciale caratterizzato dalla mancanza dell'udienza preliminare previsto e disciplinato dall'art. 453 c.p.p.
Gli organi competenti sono il pubblico ministero e il GIP. Tra i requisiti: l'evidenza della prova o provvedimento di custodia cautelare in carcere o domiciliare.

## Requisiti
Il giudizio immediato può essere instaurato in seguito a richiesta del PM oppure in seguito a richiesta dell'imputato. L'imputato può rinunciare all'udienza preliminare, con un'istanza vincolante per il GIP, il quale è tenuto a disporre il giudizio omettendo tale fase processuale.
Perché il PM possa chiedere il giudizio immediato occorre l'evidenza della prova e che la persona sottoposta alle indagini sia stata interrogata sui fatti dai quali emerge l'evidenza della prova oppure che la persona, pur avendo ricevuto l'invito a presentarsi, non si sia presentata. Si ritiene che l'interrogatorio effettuato in sede di convalida dell'arresto o del fermo o l'interrogatorio di garanzia del sottoposto a misura cautelare siano comunque idonei a consentire l'instaurazione del rito speciale.
La richiesta di giudizio immediato deve essere trasmessa alla cancelleria del giudice per le indagini preliminari entro novanta giorni dalla iscrizione della notizia di reato.
Il termine di novanta giorni non è tuttavia ritenuto perentorio dalla giurisprudenza quanto all'esercizio dell'azione penale nelle forme qui descritte, è ritenuto vincolante solamente per quanto riguarda il compimento delle indagini dalle quali emerga l'evidenza della prova.
Il decreto legge n. 92/2008, conv. in L. n. 125/2008 ha introdotto una nuova ipotesi di giudizio immediato al comma 1-bis dell'art. 453 c.p.p., definita "custodiale". Il PM richiede il giudizio immediato quando l'indagato si trovi in stato di custodia cautelare in carcere, entro 180 giorni dall'esecuzione del provvedimento di custodia, purché sia definito il procedimento di riesame o questo non sia stato esperito in termini, a condizione che ciò non pregiudichi gravemente le indagini. Secondo la più recente giurisprudenza tale ipotesi di giudizio immediato è del tutto autonoma da quella già presente nel codice, è un'ipotesi obbligatoria e la ratio per cui è stata introdotta è evitare la scadenza dei termini custodiali, per l'esaurimento del termine interfasico che si dipana fino alla richiesta di rinvio a giudizio.
Il GIP cui è presentata la richiesta è tenuto a rigettarla se nel frattempo la misura cautelare è stata revocata o annullata per sopravvenuta insussistenza dei gravi indizi di colpevolezza.

## Procedura
Con la richiesta viene trasmesso il fascicolo contenente la notizia di reato, la documentazione relativa alle indagini espletate e i verbali degli atti compiuti davanti al giudice per le indagini preliminari.
Il giudice, entro cinque giorni, emette decreto con il quale dispone il giudizio immediato oppure rigetta la richiesta ordinando la trasmissione degli atti al PM
Il decreto di giudizio immediato, che deve contenere l'avviso che l'imputato può chiedere il giudizio abbreviato o l'applicazione della pena su richiesta delle parti (cosiddetto patteggiamento), viene comunicato al PM e notificato all'imputato e alla persona offesa almeno trenta giorni prima della data fissata per il giudizio.
Se il reato risulta connesso con altri reati per i quali mancano le condizioni che giustificano la scelta di questo rito, si procede separatamente.
Se la riunione risulta indispensabile, il rito ordinario prevale; secondo un'altra tesi prevale il rito del reato più grave.
Se la richiesta proviene dall'imputato, occorre che l'imputato, personalmente o a mezzo di procuratore speciale, almeno tre giorni prima della data dell'udienza preliminare presenti in cancelleria una dichiarazione con la quale rinuncia all'udienza e richiede il giudizio immediato.
Se la richiesta di giudizio immediato proviene dal PM, l'imputato può chiedere il giudizio abbreviato o il patteggiamento, depositando nella cancelleria del giudice per le indagini preliminari la richiesta entro quindici giorni dalla notificazione del decreto di giudizio immediato.